# Boda de Harald de Noruega y Sonia Haraldsen
La boda del príncipe heredero Harald de Noruega y Sonia Haraldsen tuvo lugar el 29 de agosto de 1968 en la Catedral de Oslo.

## Antecedentes
Harald era el tercer hijo del rey Olaf V y la princesa Marta, y al ser el único hijo varón era el heredero al trono. Sonia era la cuarta hija del matrimonio entre Karl August Haraldsen y Dagny Haraldsen.
Se conocieron en 1959 en una fiesta organizada por un amigo en común. Ese mismo año Harald invitó a Sonia a un baile para celebrar su graduación del Academia Militar Noruega. Su noviazgo resultó controvertido ya que muchos sintieron que el Príncipe Heredero debería casarse con una novia de ascendencia real. El rey Olaf V se negó a dar su consentimiento para una boda. Después de cumplir 30 años en 1967, Harald le dijo a su padre que si no podía casarse con Sonia, no se casaría con nadie. En ese momento, Harald era la única persona en el línea de sucesión al trono noruego, y no casarse habría puesto fin al reinado de su familia, y posiblemente de la monarquía, en Noruega.
El 19 de marzo de 1968 el gobierno y el rey dan su consentimiento para la boda real. 

### Celebraciones previas
Muchos de los invitados extranjeros llegaron a Oslo el 27 de agosto. Un gran baile en el Palacio Real había sido planeado pero fue cancelado debido al Invasión soviética de Checoslovaquia y por la reciente muerte repentina de Princesa Marina, duquesa de Kent, que era amiga íntima del rey Olav V y viuda de su primo hermano. En cambio, el rey ofreció una cena a los invitados reales que habían llegado ese día.

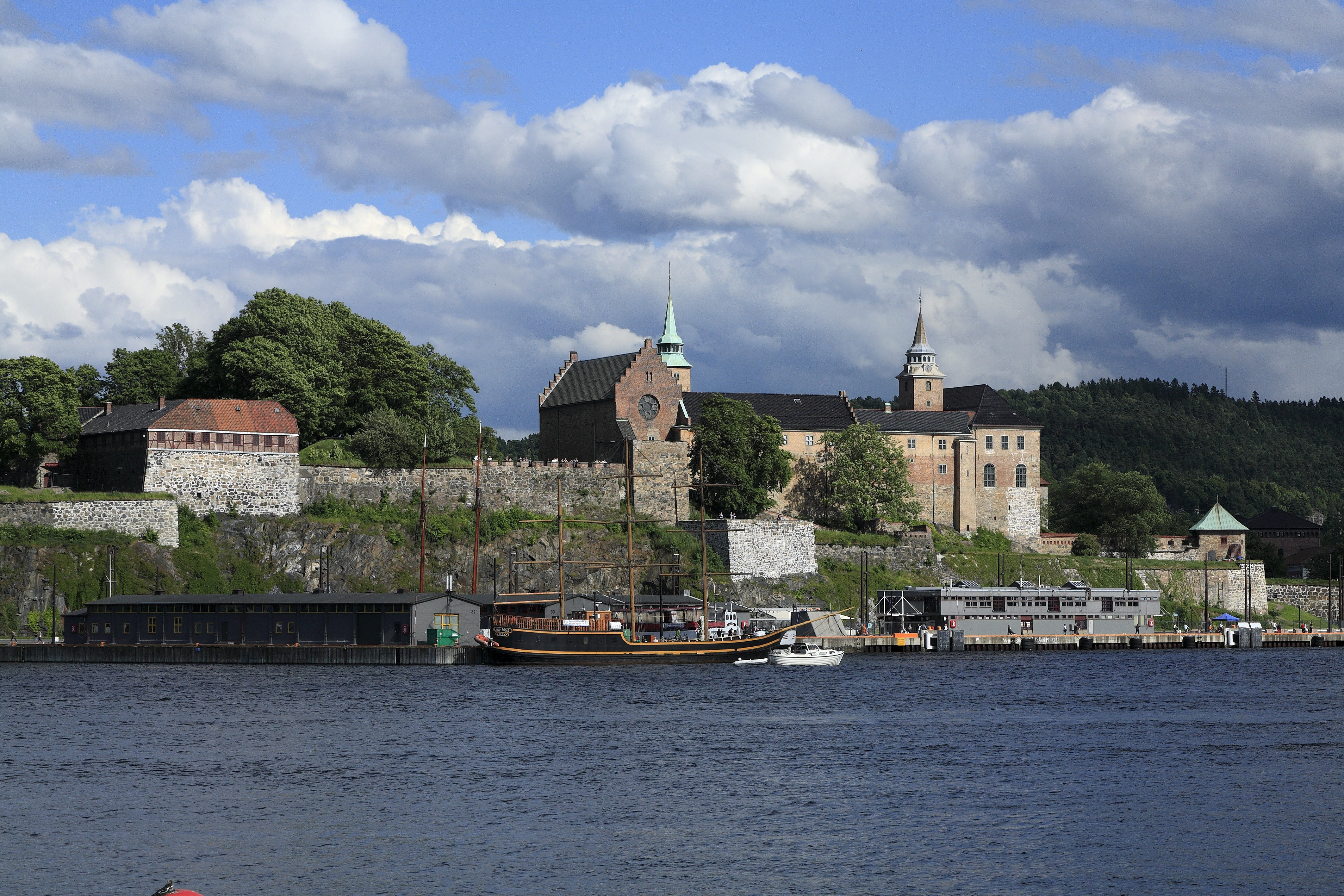
Fortaleza de Akershus

El 28 de agosto los novios y sus invitados visitaron una exposición en el museo de arte moderno Henie Onstad Kunstsenter y por la noche el gobierno ofreció una cena en la Fortaleza de Akershus. 

## Boda
El 29 de agosto de 1968 se celebró la boda en la Catedral de Oslo a las 17:00 horas. Sonia accedió al templo del brazo del rey Olaf y Harald lo hizo acompañado de su prime el conde Flemming de Rosenborg.

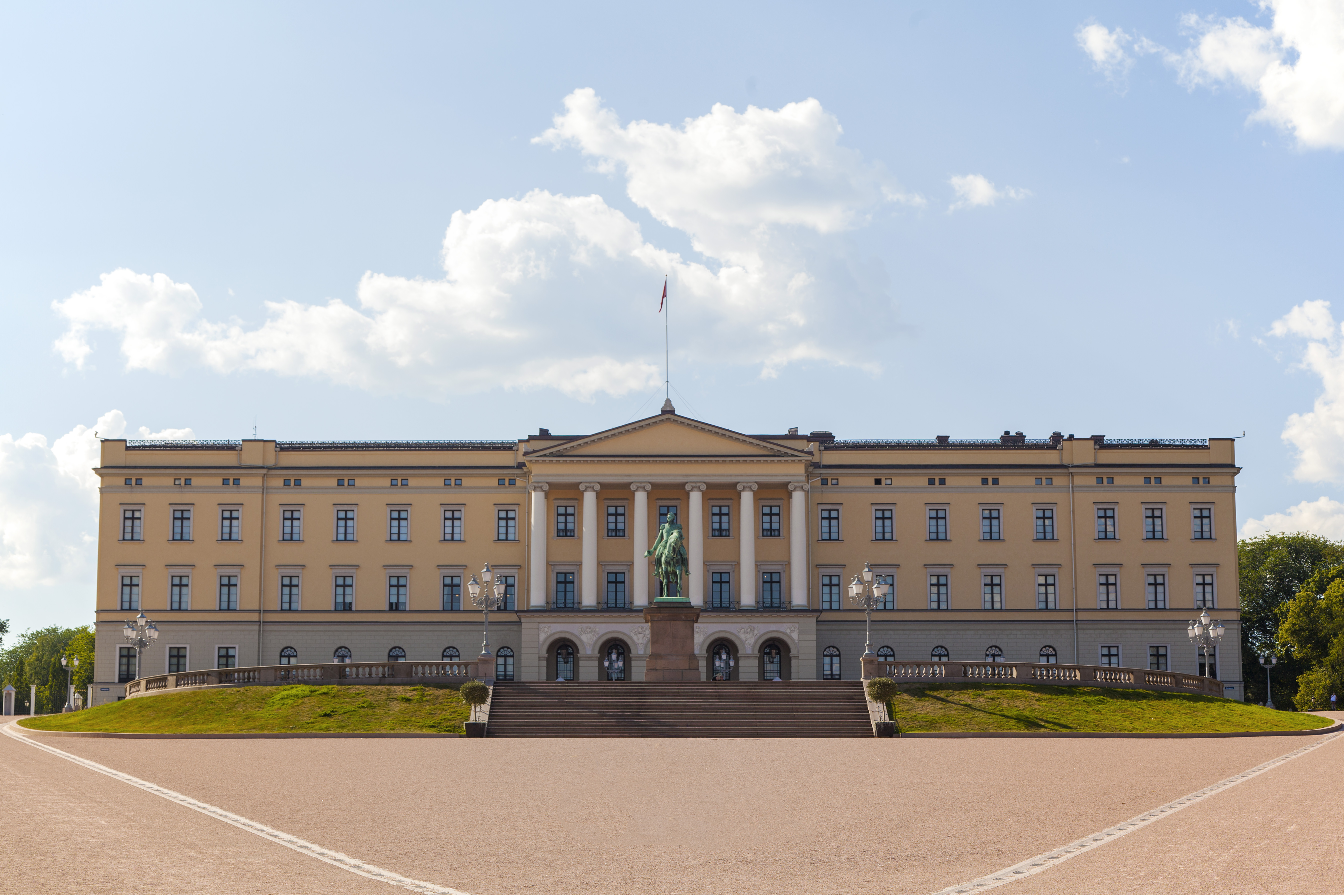
Palacio Real de Oslo

Después de la ceremonia los novios recorrieron las calles de Oslo y posteriormente de trasladaron al Palacio Real donde saludaron a la multitud desde el balcón y se celebró un banquete.

###### Vestimenta
Sonia llevó un vestido de boda de seda diseñado por Molstad, una tienda por departamentos noruega; era un vestido de seda de estilo clásico de los años 60, con un cuello alto y una falda acampanada. Al igual que sus cuñadas antes que ella, no usó tiara, sino flores en el cabello para sujetar su largo velo de tul. Llevaba un ramo de rosas blancas, fresias, lirios del valle y orquídeas.

## Invitados

### Familia real noruega
- Rey Olaf V
  - Princesa Ragnhild y señor Erling Lorentzen
    - Haakon Lorentzen
    - Ingeborg Lorentzen

  - Princesa Astrid y señor Johan Ferner

### Familia Haraldsen
- Dagny Haraldsen
  - Haakon Haraldsen
  - Lis Haraldsen
- Gry Henriksen
  - Ian Henriksen
  - Anita Henriksen

### Casas reales reinantes

###### Dinamarca
- Rey Federico IX y reina Ingrid
  - Princesa Margarita y príncipe Enrique
- Príncipe Axel de Dinamarca

###### Suecia
- Rey Gustavo VI Adolfo
- Príncipe Carlos Bernadotte
  - Condesa Madeleine y conde Charles Ullens de Schooten

###### Bélgica
- Rey Balduino I

###### Luxemburgo
- Gran duque Juan y gran duquesa Josefina Carlota

###### Países Bajos
- Príncipe consorte Nicolás

### Otros jefes de Estado
- Urho Kekkonen, Presidente de la República de Finlandia, y Sylvi Kekkonen
- Kristján Eldjánn, Presidente de Islandia, y Halldóra Eldjárn

## Otros datos
Harald y Sonia han tenido dos hijos:
- Princesa Marta Luisa de Noruega (22 de septiembre de 1971)
- Príncipe heredero Haakon (20 de julio de 1973)

El 17 de enero de 1991 el rey Olaf V fallece a los 87 años de edad y Harald se convierte en el nuevo monarca noruego, y Sonia en la reina consorte.